# موريلو
موريلو هو لاعب كرة قدم برازيلي، ولد في 2 ديسمبر 1995.